# Femme lippue
Femme lippue est un tableau réalisé par le peintre néerlandais Kees van Dongen vers 1909. Cette huile sur toile est le portrait en buste d'une jeune femme aux cheveux bleus, aux grands yeux noirs et à la bouche charnue. Acquise auprès de Daniel-Henry Kahnweiler, cette œuvre fauve demeure dans la collection privée de Roger Dutilleul jusqu'à sa mort en 1956. Elle devient alors la propriété de Jean Masurel, qui en 1979 la cède au Lille Métropole Musée d'Art moderne, d'Art contemporain et d'Art brut, à Villeneuve-d'Ascq, dans le Nord.